# Copa COSAFA 1998
La Copa COSAFA 1998 fue la segunda edición del torneo de fútbol a nivel de selecciones de África del Sur organizado por la COSAFA y que contó con la participación de 10 países, uno más que en la edición anterior.
Zambia ganó el título por segundo torneo consecutivo luego de ser el que hiciera más puntos en la fase final.

## Primera ronda
| 10 de enero de 1998 | Malaui | 0 – 1 | Zambia       | Blantyre,                       |                                 |
|                     |        |       | Malitoli 39' | Asistencia: 40,000 espectadores | Asistencia: 40,000 espectadores |

| 18 de enero de 1998 | Lesoto | 0 – 2 | Zimbabue                             | Maseru,                         |                                 |
|                     |        |       | Nkonjera 47' · Nts'onyana 55' (a.g.) | Asistencia: 12,000 espectadores | Asistencia: 12,000 espectadores |

| 24 de enero de 1998 | Namibia                                    | 3 – 2 (t. s.) | Sudáfrica               | Windhoek,                       |                                 |
|                     | Goagoseb 44' · Tjihero 89' · Auchumeb 100' |               | Mooki 39' · Masinga 62' | Asistencia: 20,000 espectadores | Asistencia: 20,000 espectadores |

| 25 de enero de 1998 | Botsuana      | 1 – 2 | Mozambique                  | Gaborone,                       |                                 |
|                     | Molwantwa 78' |       | Tico-Tico 82' · Avelino 86' | Asistencia: 18,000 espectadores | Asistencia: 18,000 espectadores |

| 8 de marzo de 1998 | Suazilandia | 0 – 1 (t. s.) | Angola              | Lobamba,                       |                                |
|                    |             |               | Gamedze 100' (a.g.) | Asistencia: 5,000 espectadores | Asistencia: 5,000 espectadores |

## Ronda final
| País       | PTS | J | G | E | P | GF | GC |
| ---------- | --- | - | - | - | - | -- | -- |
| Zambia     | 8   | 4 | 2 | 2 | 0 | 4  | 2  |
| Zimbabue   | 6   | 4 | 2 | 0 | 2 | 8  | 5  |
| Angola     | 6   | 4 | 1 | 3 | 0 | 5  | 4  |
| Namibia    | 5   | 4 | 1 | 2 | 1 | 6  | 8  |
| Mozambique | 1   | 4 | 0 | 1 | 3 | 2  | 6  |

| 19 de abril de 1998 | Zimbabue                                                                      | 5 – 2 | Namibia                    | Harare,                         |                                 |
|                     | Muradzikwa 36' · Nkonjera 44' (pen.) · Mrewa 53' · Ndlovu 72' · Rinhemota 81' |       | Uri Khob 55' · Khaiseb 89' | Asistencia: 20,000 espectadores | Asistencia: 20,000 espectadores |

| 3 de mayo de 1998 | Angola         | 1 – 1 | Zambia    | Luanda,                         |                                 |
|                   | Chicangala 65' |       | Tembo 49' | Asistencia: 15,000 espectadores | Asistencia: 15,000 espectadores |

| 16 de mayo de 1998 | Zambia      | 1 – 0 | Mozambique | Lusaka,                        |                                |
|                    | Kamwanga 1' |       |            | Asistencia: 8,000 espectadores | Asistencia: 8,000 espectadores |

| 24 de mayo de 1998 | Mozambique | 0 – 2 | Zimbabue                    | Maputo,                        |                                |
|                    |            |       | Ndlovu 81' · Muradzikwa 85' | Asistencia: 2,000 espectadores | Asistencia: 2,000 espectadores |

| 30 de mayo de 1998 | Namibia    | 1 – 1 | Angola             | Windhoek,                      |                                |
|                    | Angula 23' |       | Miguel Pereira 48' | Asistencia: 8,000 espectadores | Asistencia: 8,000 espectadores |

| 19 de julio de 1998 | Mozambique  | 1 – 1 | Angola     | Maputo,                         |                                 |
|                     | Arnaldo 85' |       | Minhas 51' | Asistencia: 15,000 espectadores | Asistencia: 15,000 espectadores |

| 8 de agosto de 1998 | Zambia     | 1 – 1 | Namibia     | Lusaka,                         |                                 |
|                     | Makasa 23' |       | Hindjou 43' | Asistencia: 15,000 espectadores | Asistencia: 15,000 espectadores |

| 30 de agosto de 1998 | Angola                   | 2 – 1 | Zimbabue  | Luanda,                         |                                 |
|                      | Betinho 36' · Amaral 59' |       | Mrewa 39' | Asistencia: 25,000 espectadores | Asistencia: 25,000 espectadores |

| 12 de septiembre de 1998 | Namibia                   | 2 – 1 | Mozambique  | Windhoek,                      |                                |
|                          | Tjikuzu 89' · Shivute 89' |       | Paulito 41' | Asistencia: 8,000 espectadores | Asistencia: 8,000 espectadores |

| 27 de septiembre de 1998 | Zimbabue | 0 – 1 | Zambia      | Harare,                         |                                 |
|                          |          |       | Kilambe 79' | Asistencia: 25,000 espectadores | Asistencia: 25,000 espectadores |

## Campeón
| Copa COSAFA 1998: Zambia 2º Título |